# Grand Prix Włoch 2016
Grand Prix Włoch 2016 (oficjalnie Formula 1 Gran Premio Heineken d’Italia 2016) – czternasta eliminacja Mistrzostw Świata Formuły 1 w sezonie 2016. Grand Prix odbyło się w dniach 2–4 września 2016 roku na torze Autodromo Nazionale di Monza w mieście Monza.

## Lista startowa
Źródło: Wyprzedź Mnie!
| Nr | Kierowca          | Zespół                        | Samochód               | Silnik                         | Opony |
| -- | ----------------- | ----------------------------- | ---------------------- | ------------------------------ | ----- |
| 3  | Daniel Ricciardo  | Red Bull Racing               | Red Bull RB12          | TAG Heuer 1.6T V6              | P     |
| 5  | Sebastian Vettel  | Scuderia Ferrari              | Ferrari SF16-H         | Ferrari 059/5 1.6T V6          | P     |
| 6  | Nico Rosberg      | Mercedes AMG Petronas F1 Team | Mercedes F1 W07 Hybrid | Mercedes PU106C Hybrid 1.6T V6 | P     |
| 7  | Kimi Räikkönen    | Scuderia Ferrari              | Ferrari SF16-H         | Ferrari 059/5 1.6T V6          | P     |
| 8  | Romain Grosjean   | Haas F1 Team                  | Haas VF-16             | Ferrari 059/5 1.6T V6          | P     |
| 9  | Marcus Ericsson   | Sauber F1 Team                | Sauber C35             | Ferrari 059/5 1.6T V6          | P     |
| 11 | Sergio Pérez      | Sahara Force India F1 Team    | Force India VJM09      | Mercedes PU106C Hybrid 1.6T V6 | P     |
| 12 | Felipe Nasr       | Sauber F1 Team                | Sauber C35             | Ferrari 059/5 1.6T V6          | P     |
| 14 | Fernando Alonso   | McLaren Honda                 | McLaren MP4-31         | Honda RA616H 1.6T V6           | P     |
| 19 | Felipe Massa      | Williams Martini Racing       | Williams FW38          | Mercedes PU106C Hybrid 1.6T V6 | P     |
| 20 | Kevin Magnussen   | Renault Sport Formula 1 Team  | Renault R.S.16         | Renault RE16 1.6T V6           | P     |
| 21 | Esteban Gutiérrez | Haas F1 Team                  | Haas VF-16             | Ferrari 059/5 1.6T V6          | P     |
| 22 | Jenson Button     | McLaren Honda                 | McLaren MP4-31         | Honda RA616H 1.6T V6           | P     |
| 26 | Daniił Kwiat      | Scuderia Toro Rosso           | Toro Rosso STR11       | Ferrari 059/4 1.6T V6          | P     |
| 27 | Nico Hülkenberg   | Sahara Force India F1 Team    | Force India VJM09      | Mercedes PU106C Hybrid 1.6T V6 | P     |
| 30 | Jolyon Palmer     | Renault Sport Formula 1 Team  | Renault R.S.16         | Renault RE2016 1.6T V6         | P     |
| 31 | Esteban Ocon      | Manor Racing MRT              | Manor MRT05            | Mercedes PU106C Hybrid 1.6T V6 | P     |
| 33 | Max Verstappen    | Red Bull Racing               | Red Bull RB12          | TAG Heuer 1.6T V6              | P     |
| 44 | Lewis Hamilton    | Mercedes AMG Petronas F1 Team | Mercedes F1 W07 Hybrid | Mercedes PU106C Hybrid 1.6T V6 | P     |
| 50 | Alfonso Celis     | Sahara Force India F1 Team    | Force India VJM09      | Mercedes PU106C Hybrid 1.6T V6 | P     |
| 55 | Carlos Sainz Jr.  | Scuderia Toro Rosso           | Toro Rosso STR11       | Ferrari 059/4 1.6T V6          | P     |
| 77 | Valtteri Bottas   | Williams Martini Racing       | Williams FW37          | Mercedes PU106C Hybrid 1.6T V6 | P     |
| 94 | Pascal Wehrlein   | Manor Racing MRT              | Manor MRT05            | Mercedes PU106C Hybrid 1.6T V6 | P     |
| Nr | Kierowca          | Zespół                        | Samochód               | Silnik                         | Opony |

## Wyniki

### Sesje treningowe
Źródło: Wyprzedź Mnie!
| Sesja | Nr | Kierowca       | Konstruktor | Czas     | Okr. |
| ----- | -- | -------------- | ----------- | -------- | ---- |
| 1     | 6  | Nico Rosberg   | Mercedes    | 1:22,959 | 37   |
| 2     | 44 | Lewis Hamilton | Mercedes    | 1:22,801 | 40   |
| 3     | 44 | Lewis Hamilton | Mercedes    | 1:22,008 | 14   |

### Kwalifikacje
Źródło: Wyprzedź Mnie!
| Poz. | Nr | Kierowca          | Konstruktor          | Q1       | Q2       | Q3       | Poz. s. |
| --- | --- | ----------------- | -------------------- | -------- | -------- | -------- | ------- |
| 1 | 44 | Lewis Hamilton    | Mercedes             | 1:21,854 | 1:21,498 | 1:21,135 | 1       |
| 2 | 6 | Nico Rosberg      | Mercedes             | 1:22,497 | 1:21,809 | 1:21,613 | 2       |
| 3 | 5 | Sebastian Vettel  | Ferrari              | 1:23,077 | 1:22,275 | 1:21,972 | 3       |
| 4 | 7 | Kimi Räikkönen    | Ferrari              | 1:23,217 | 1:22,568 | 1:22,065 | 4       |
| 5 | 77 | Valtteri Bottas   | Williams–Mercedes    | 1:23,264 | 1:22,499 | 1:22,388 | 5       |
| 6 | 3 | Daniel Ricciardo  | Red Bull–TAG Heuer   | 1:23,158 | 1:22,638 | 1:22,389 | 6       |
| 7 | 33 | Max Verstappen    | Red Bull–TAG Heuer   | 1:23,229 | 1:22,857 | 1:22,411 | 7       |
| 8 | 11 | Sergio Pérez      | Force India–Mercedes | 1:23,439 | 1:22,922 | 1:22,814 | 8       |
| 9 | 27 | Nico Hülkenberg   | Force India–Mercedes | 1:23,259 | 1:22,951 | 1:22,836 | 9       |
| 10 | 21 | Esteban Gutiérrez | Haas–Ferrari         | 1:23,386 | 1:22,856 | 1:23,184 | 10      |
| 11 | 19 | Felipe Massa      | Williams–Mercedes    | 1:23,489 | 1:22,967 | –        | 11      |
| 12 | 8 | Romain Grosjean   | Haas–Ferrari         | 1:23,421 | 1:23,092 | –        | 17      |
| 13 | 14 | Fernando Alonso   | McLaren–Honda        | 1:23,783 | 1:23,273 | –        | 12      |
| 14 | 94 | Pascal Wehrlein   | MRT–Mercedes         | 1:23,760 | 1:23,315 | –        | 13      |
| 15 | 22 | Jenson Button     | McLaren–Honda        | 1:23,666 | 1:23,399 | –        | 14      |
| 16 | 55 | Carlos Sainz Jr.  | Toro Rosso–Ferrari   | 1:23,661 | 1:23,496 | –        | 15      |
| 17 | 26 | Daniił Kwiat      | Toro Rosso–Ferrari   | 1:23,825 | –        | –        | 16      |
| 18 | 12 | Felipe Nasr       | Sauber–Ferrari       | 1:23,956 | –        | –        | 18      |
| 19 | 9 | Marcus Ericsson   | Sauber–Ferrari       | 1:24,087 | –        | –        | 19      |
| 20 | 30 | Jolyon Palmer     | Renault              | 1:24,230 | –        | –        | 20      |
| 21 | 20 | Kevin Magnussen   | Renault              | 1:24,436 | –        | –        | 21      |
| Niesklasyfikowani | |                   |                      |          |          |          |         |
| | 31 | Esteban Ocon      | MRT–Mercedes         | –        | –        | –        | 22      |
| Poz. | Nr | Kierowca          | Konstruktor          | Q1       | Q2       | Q3       | Poz. s. |
| \| Legenda \| Legenda \| \| ------------------------ \| ---------------------------------------------------------------------------------------------------------------------------------------------------------------------------------------------------------------------------------------------------------------- \| \| Poz. Nr Q1 Q2 Q3 Poz. s. \| Pozycja zajęta w sesji kwalifikacyjnej Numer startowy kierowcy Wynik uzyskany w pierwszej części kwalifikacji Wynik uzyskany w drugiej części kwalifikacji Wynik uzyskany w trzeciej części kwalifikacji Pozycja startowa po uwzględnięniu kar, przesunięć, itp. \| | |                   |                      |          |          |          |         |
| Legenda | |                   |                      |          |          |          |         |
| Poz. Nr Q1 Q2 Q3 Poz. s. | Pozycja zajęta w sesji kwalifikacyjnej Numer startowy kierowcy Wynik uzyskany w pierwszej części kwalifikacji Wynik uzyskany w drugiej części kwalifikacji Wynik uzyskany w trzeciej części kwalifikacji Pozycja startowa po uwzględnięniu kar, przesunięć, itp. |                   |                      |          |          |          |         |

### Wyścig
Źródło: Wyprzedź Mnie!
| P                 | + / –     | Nr | Kierowca          | Konstruktor          | Okr. | Czas / Strata | Komentarz             |
| ----------------- | --------- | -- | ----------------- | -------------------- | ---- | ------------- | --------------------- |
| 1                 | 1         | 6  | Nico Rosberg      | Mercedes             | 53   | 1:17:28,089   |                       |
| 2                 | 1         | 44 | Lewis Hamilton    | Mercedes             | 53   | +0:15,070     |                       |
| 3                 | Bez zmian | 5  | Sebastian Vettel  | Ferrari              | 53   | +0:20,990     |                       |
| 4                 | Bez zmian | 7  | Kimi Räikkönen    | Ferrari              | 53   | +0:27,561     |                       |
| 5                 | 1         | 3  | Daniel Ricciardo  | Red Bull–TAG Heuer   | 53   | +0:45,295     |                       |
| 6                 | 1         | 77 | Valtteri Bottas   | Williams–Mercedes    | 53   | +0:51,015     |                       |
| 7                 | Bez zmian | 33 | Max Verstappen    | Red Bull–TAG Heuer   | 53   | +0:54,236     |                       |
| 8                 | Bez zmian | 11 | Sergio Pérez      | Force India–Mercedes | 53   | +1:04,954     |                       |
| 9                 | 2         | 19 | Felipe Massa      | Williams–Mercedes    | 53   | +1:05,617     |                       |
| 10                | 1         | 27 | Nico Hülkenberg   | Force India–Mercedes | 53   | +1:18,656     |                       |
| 11                | 6         | 8  | Romain Grosjean   | Haas–Ferrari         | 52   | +1 okr.       |                       |
| 12                | 2         | 22 | Jenson Button     | McLaren–Honda        | 52   | +1 okr.       |                       |
| 13                | 3         | 21 | Esteban Gutiérrez | Haas–Ferrari         | 52   | +1 okr.       |                       |
| 14                | 2         | 14 | Fernando Alonso   | McLaren–Honda        | 52   | +1 okr.       |                       |
| 15                | Bez zmian | 55 | Carlos Sainz Jr.  | Toro Rosso–Ferrari   | 52   | +1 okr.       |                       |
| 16                | 3         | 9  | Marcus Ericsson   | Sauber–Ferrari       | 52   | +1 okr.       |                       |
| 17                | 4         | 20 | Kevin Magnussen   | Renault              | 52   | +1 okr.       |                       |
| 18                | 4         | 31 | Esteban Ocon      | MRT–Mercedes         | 51   | +2 okr.       |                       |
| Niesklasyfikowani |           |    |                   |                      |      |               |                       |
|                   |           | 26 | Daniił Kwiat      | Toro Rosso–Ferrari   | 36   | +17 okr.      | bateria               |
|                   |           | 94 | Pascal Wehrlein   | MRT–Mercedes         | 26   | +27 okr.      | ciśnienie oleju       |
|                   |           | 30 | Jolyon Palmer     | Renault              | 7    | +46 okr.      | uszkodzenia z kolizji |
|                   |           | 12 | Felipe Nasr       | Sauber–Ferrari       | 6    | +47 okr.      | uszkodzenia z kolizji |
| P                 | + / –     | Nr | Kierowca          | Konstruktor          | Okr. | Czas / Strata | Komentarz             |

### Najszybsze okrążenie
Źródło: Wyprzedź Mnie!
| Nr | Kierowca        | Konstruktor   | Czas     | Okr. |
| -- | --------------- | ------------- | -------- | ---- |
| 14 | Fernando Alonso | McLaren–Honda | 1:25,340 | 51   |

## Prowadzenie w wyścigu
Źródło: Racing–Reference.info
| Nr                              | Kierowca       | Okrążenia   | Suma |
| ------------------------------- | -------------- | ----------- | ---- |
| 6                               | Nico Rosberg   | 1-23, 24-53 | 52   |
| 44                              | Lewis Hamilton | 1, 23-24    | 1    |
| \| Wykres \| \| ------ \| \| \| |                |             |      |
| Wykres                          |                |             |      |
|                                 |                |             |      |

## Klasyfikacja po zakończeniu wyścigu

### Kierowcy
| P  | +/− | Kierowca          | Starty | Punkty | P1 | P2 | P3 | PP | NO | NS |
| -- | --- | ----------------- | ------ | ------ | -- | -- | -- | -- | -- | -- |
| 1  | 0   | Lewis Hamilton    | 14     | 250    | 6  | 3  | 2  | 7  | 3  | 1  |
| 2  | 0   | Nico Rosberg      | 14     | 248    | 7  | 1  | 1  | 6  | 5  | 1  |
| 3  | 0   | Daniel Ricciardo  | 14     | 161    | –  | 3  | 1  | 1  | 2  | –  |
| 4  | 0   | Sebastian Vettel  | 13     | 143    | –  | 3  | 3  | –  | –  | 2  |
| 5  | 0   | Kimi Räikkönen    | 14     | 136    | –  | 2  | 2  | –  | 1  | 2  |
| 6  | 0   | Max Verstappen    | 14     | 121    | 1  | 2  | 1  | –  | –  | 2  |
| 7  | 0   | Valtteri Bottas   | 14     | 70     | –  | –  | 1  | –  | –  | –  |
| 8  | 0   | Sergio Pérez      | 14     | 62     | –  | –  | 2  | –  | –  | –  |
| 9  | 0   | Nico Hülkenberg   | 14     | 46     | –  | –  | –  | –  | 1  | 2  |
| 10 | 0   | Felipe Massa      | 14     | 41     | –  | –  | –  | –  | –  | 2  |
| 11 | 0   | Fernando Alonso   | 13     | 30     | –  | –  | –  | –  | 1  | 3  |
| 12 | 0   | Carlos Sainz Jr.  | 14     | 30     | –  | –  | –  | –  | –  | 3  |
| 13 | 0   | Romain Grosjean   | 14     | 28     | –  | –  | –  | –  | –  | 2  |
| 14 | 0   | Daniił Kwiat      | 13     | 23     | –  | –  | 1  | –  | 1  | 4  |
| 15 | 0   | Jenson Button     | 14     | 17     | –  | –  | –  | –  | –  | 4  |
| 16 | 0   | Kevin Magnussen   | 14     | 6      | –  | –  | –  | –  | –  | 2  |
| 17 | 0   | Pascal Wehrlein   | 14     | 1      | –  | –  | –  | –  | –  | 4  |
| 18 | 0   | Stoffel Vandoorne | 1      | 1      | –  | –  | –  | –  | –  | –  |
| 19 | 0   | Esteban Gutiérrez | 14     | 0      | –  | –  | –  | –  | –  | 2  |
| 20 | 0   | Jolyon Palmer     | 13     | 0      | –  | –  | –  | –  | –  | 4  |
| 21 | 0   | Marcus Ericsson   | 14     | 0      | –  | –  | –  | –  | –  | 4  |
| 22 | 0   | Felipe Nasr       | 14     | 0      | –  | –  | –  | –  | –  | 3  |
| 23 | 0   | Rio Haryanto      | 12     | 0      | –  | –  | –  | –  | –  | 3  |
| 24 | 0   | Esteban Ocon      | 2      | 0      | –  | –  | –  | –  | –  | –  |
| P  | +/− | Kierowca          | Starty | Punkty | P1 | P2 | P3 | PP | NO | NS |

### Konstruktorzy
| P  | +/− | Konstruktor               | Starty | Punkty | P1 | P2 | P3 | PP | NO | NS |
| -- | --- | ------------------------- | ------ | ------ | -- | -- | -- | -- | -- | -- |
| 1  | 0   | Mercedes                  | 28     | 498    | 13 | 4  | 3  | 13 | 8  | 2  |
| 2  | 0   | Red Bull Racing TAG Heuer | 27     | 290    | 1  | 5  | 3  | 1  | 2  | 1  |
| 3  | 0   | Ferrari                   | 27     | 279    | –  | 5  | 5  | –  | 1  | 4  |
| 4  | +1  | Williams Mercedes         | 28     | 111    | –  | –  | 1  | –  | –  | 2  |
| 5  | −1  | Force India Mercedes      | 28     | 108    | –  | –  | 2  | –  | 1  | 2  |
| 6  | 0   | McLaren Honda             | 28     | 48     | –  | –  | –  | –  | 1  | 7  |
| 7  | 0   | Toro Rosso Ferrari        | 28     | 45     | –  | –  | –  | –  | 1  | 8  |
| 8  | 0   | Haas Ferrari              | 28     | 28     | –  | –  | –  | –  | –  | 4  |
| 9  | 0   | Renault                   | 27     | 6      | –  | –  | –  | –  | –  | 6  |
| 10 | 0   | MRT Mercedes              | 28     | 1      | –  | –  | –  | –  | –  | 7  |
| 11 | 0   | Sauber Ferrari            | 28     | 0      | –  | –  | –  | –  | –  | 7  |
| P  | +/− | Kierowca                  | Starty | Punkty | P1 | P2 | P3 | PP | NO | NS |